# Théodora devient folle
Pour plus de détails, voir Fiche technique et Distribution.
Théodora devient folle (Theodora Goes Wild) est un film américain réalisé par Richard Boleslawski en 1936.

## Synopsis
Théodora Lynn est une enseignante à l'école du dimanche et ancienne organiste d'église à Lynnfield, dans le Connecticut, et elle est élevée par deux tantes célibataires, Mary et Elsie Lynn. Théodora est également un auteur anonyme connu uniquement sous le nom de plume de Caroline Adams, qui a écrit un livre sensationnel qui rencontre beaucoup de succès, car il est rempli d'insinuations sexuelles. Ce livre est cependant condamné par le cercle littéraire entièrement féminin de Lynnfield. L'ouvrage est publié en feuilleton dans le journal local mais le cercle littéraire oblige le propriétaire du journal Jed Waterbury à cesser d'imprimer les épisodes scabreux.
Théodora se rend alors à New York sous prétexte de rendre visite à son oncle John mais va en fait voir son éditeur Arthur Stevenson. Bien que ce dernier rassure l'auteur anxieuse, que seuls lui et sa secrétaire connaissent son identité véritable, sa femme Ethel le pousse à une parler, au moment où l'illustrateur du livre, Michael Grant, arrive et les surprend. Intrigué, Michael s'invite à un somptueux dîner avec les Stevenson et Théodora. Elle et l'illustrateur vont se chamailler durant tut le repas et à mesure que la nuit avance, elle devient ivre. Ethel fait de même, obligeant Arthur à la ramener à la maison et laissant Théodora seule avec Michael dans le restaurant chic. Lorsqu'il l'amène à son appartement, il lui fait une proposition mais elle panique et s'enfuit, à son grand amusement.
Plusieurs jours après, Michael se rend à sa maison de Lynnfield et est immédiatement remarqué par les voisins de Théodora. Elle se retrouve alors obligée de l'embaucher comme jardinier car elle n'est pas censée d'autres personne en dehors de Lynnfield. Le comportement de Michael va très vite scandaliser les deux tantes ainsi que les membres du cercle littéraire. Le nouveau jardinier déclare qu'il va sortir Théodora de sa routine confinée, ignorant ses protestations selon lesquelles elle aime sa vie telle qu'elle est. Malgré elle, elle finit par s'amuser quand Michael la fait cueillir des baies dans les bois ou d'aller pêcher avec lui. Elle trouve aussi le courage de dire aux femmes désapprobatrices du Cercle littéraire qu'elle aime Michael mais il est loin d'être ravi d'apprendre cela.
Le lendemain matin, Théodora découvre qu'il est retourné à New York et l'a quittée. Elle le suit jusqu'à son appartement de Park Avenue où il admet qu'il l'aime mais son père se présente accompagné de l'ex-épouse de Michael, Agnès. Le père, qui est vice-gouverneur de l'État de New York, explique à son fils que lui et Agnès doivent rester mariés pour lui éviter un scandale politique. Michael, incapable de tenir tête à son père, accepte au grand dam de Théodora.
Elle décide de le libérer de l'emprise patriarcale comme il l'avait fait pour elle. Il lui demande alors d'attendre la fin du mandat de son père dans deux ans, mais elle ne veut pas attendre aussi longtemps. Elle décide alors de révéler la vraie identité de Caroline Adams. Elle reste dans l'appartement de Michael à New York, même s'il a déménagé pour s'éloigner d'elle, et elle informe la presse de son intention de publier un nouveau livre qui détaille la découverte de la romance dans sa petite ville et la recherche de quelqu'un qui l'appellera baby, qui est en fait l'histoire qui dépeint sa relation avec Michael. Pendant ce temps, Michael nie à la presse avoir même rencontré Théodora. Furieuse, elle se rend à un bal donné en l'honneur du gouverneur et fait en sorte que les journalistes la photographient en train de embrasser Michael. Agnès est alors obligée de demander le divorce pour sauver la face.
Théodora retourne à Lynnfield et est chaleureusement accueillie en tant que célébrité, même par ses tantes maintenant solidaires. Elle fait parler davantage lorsqu'elle amène un nouveau-né avec elle. Lorsque Michael, maintenant divorcé, voit l'enfant, il essaie de fuir, mais Théodora révèle alors que le bébé appartient à la fille secrètement mariée de Rebecca Perry, et non à elle.

## Fiche technique
- Titre : Théodora devient folle
- Titre original : Theodora Goes Wild
- Réalisation : Richard Boleslawski
- Production : Everett Riskin
- Société de production : Columbia Pictures
- Scénario : Sidney Buchman d'après une histoire de Mary McCarthy
- Photo : Joseph Walker
- Montage : Otto Meyer
- Directeur musical : Morris Stoloff
- Musique : Arthur Morton et William Grant Still
- Direction artistique : Stephen Goosson et Jerome Pycha Jr.
- Costumes : Bernard Newman
- Pays d'origine : États-Unis
- Langue : anglais
- Format : Noir et blanc - Son : Mono (Western Electric Noiseless Recording)
- Genre : Comédie
- Durée : 94 minutes
- Date de sortie : 12 novembre 1936 (USA)

## Distribution
- Irene Dunne : Theodora Lynn
- Melvyn Douglas : Michael Grant
- Thomas Mitchell : Jed Waterbury
- Thurston Hall : Arthur Stevenson
- Rosalind Keith : Adelaide Perry
- Elisabeth Risdon : Tante Mary Lynn
- Margaret McWade : Tante Elsie Lynn
- Spring Byington : Rebecca Perry
- Nana Bryant : Ethel Stevenson
- Henry Kolker : Jonathan Grant
- Leona Maricle : Agnes Grant
- Robert Greig : Oncle John Lynn
- Frederick Burton : Gouverneur Stephen Wyatt

Acteurs non crédités :
- Sarah Edwards : Mme Moffat
- Harry Harvey : un journaliste
- Mary MacLaren : Mme Wilson
- Frank Sully : Clarence